# NGC 7742
NGC 7742 ist eine Galaxie im Sternbild Pegasus.
Aufgrund der Rotverschiebung kann ihre Entfernung zu etwa 80 Millionen Lichtjahren abgeschätzt werden. Mit einem Durchmesser von 36.000 Lichtjahren ist sie relativ klein. Ihre scheinbare Helligkeit beträgt 11,6 mag, d. h. man braucht sehr gute Instrumente zur Beobachtung. Sie ist eine Seyfert-Galaxie vom Typ 2. Aufgrund ihres Aussehens nennt man sie auch die „Spiegelei-Galaxie“. Sie hat (von innen nach außen) folgenden Aufbau:
- In der Mitte dieser Galaxie vermuten die Wissenschaftler ein massereiches Schwarzes Loch.
- Drumherum befindet sich ein sehr heller Kern und ein Staubgürtel in ca. 2000 Lichtjahren Abstand.
- In der darauf folgenden bläulichen Region (ca. 3200 Lichtjahre) entstehen sehr viele Sterne.
- Danach folgt ein weiterer Staubgürtel mit einer wesentlich geringeren Dichte als der erste.
- Erst außerhalb des zweiten Staubgürtels gibt es Spiralarme, wie sie bei Spiralgalaxien üblich sind.

NGC 7742 hat einen sogenannten „aktiven Kern“, d. h. das Schwarze Loch akkretiert („verzehrt“) Masse aus seiner Umgebung. Diese Kerne zeichnen sich durch eine extreme Helligkeit aus, welche durchaus das Zehntausendfache eines normalen Kerns erreichen kann. Um das Schwarze Loch herum befindet sich evtl. eine ringförmige, nicht beobachtbare Staubansammlung. Daher kann Strahlung nur in axialer Richtung entweichen und umgebendes Gas ionisieren. Das würde bedeuten, dass NGC 7742 wahrscheinlich nur deshalb so hell erscheint, weil wir uns zufällig genau auf dieser Achse befinden.

## Entdeckung
Die Galaxie NGC 7742 wurde am 18. Oktober 1784 vom deutsch-britischen Astronomen Wilhelm Herschel entdeckt.